# Сесе
Островната група Сесе (Ssese) е най-големият архипелаг в езерото Виктория. Намира се в северозападната част на езерото и принадлежи на Уганда. Състои се от 84 различни по големина острови в две островни групи, разделени от пролива Лутобока. Югозападната група е доста по-многобройна от североизточната. На запад граничат с езеро Набугабо, част от езерото Виктория. На североизток проливът Коме ги отделя от едноименния архипелаг. Архипелагът е разделен административно между регионите Калангала, Муконо и Джинджа.

## Описание
По-голямата част от островите са заселени. Размерите им варират от най-големия 56-километров остров Бугала до единично стърчащи от езерото скали. Общото между тях е че всички са тесни, като дори на Бугала няма точка, която да се намира на повече от 4 – 5 км. от брега. Всички са с полегати брегове и се издигат на по-малко от 100 м над повърхността на езерото. Имат плодородни почви, изобилна вода и естествени тропически гори.

## Остров Бугала
Най-големи са островите Бугала и Букаса. Бугала, най-големият остров на Уганда в езерото, има площ от 275 км2 и се нарежда на 11 място в света измежду езерните острови по този показател. Населението му е 34 766 души, според преброяването от 2002 г. Известен е с тихия си залив Лутобока с чисти води и привлекателна плажна ивица с много светъл пясък. Обрасъл е с девствени тропически гори с голямо разнообразие от птици. Организирани са ферми за отглеждане на ананаси. Главният град на острова и на целия архипелаг е Калангала. На острова има не повече от 20 леки автомобила, една бензиностанция и не съществуват никакви съоръжения за поддръжка на автомобилите. Осигурена е постоянна фериботна връзка с градовете Ентебе и Букаката на континента.

## Население
В края на 19 век населението на островите наброява 20 000 души главно от племето басесе – високи хора, принадлежащи към етническите групи банту и близки на племената баганда. Езикът им е тясно свързан с диалекта луганда. Островите са били част от кралство Буганда, едно от най-могъщите кралства в Източна Африка. Традиционно островите са известни сред околните племена като „островите на божествата Baluubale“. По тях са разпръснати светилища на различни божества. Счита се, че на малкия остров Бубембе се намира домът на Мукаса, главното божество на племената баганда и покровител на езерото Виктория. Остров Букаса се счита за дома на Мусиси, дух на земетресенията и физическите недъзи. Във връзка с това на хората от племето басесе се е гледало като на магьосници. Всеки крал на Буганда е трябвало да посети светилището на о. Бубембе, за да почерпи сила и мощ от божеството. Едва след това е можел да поеме официалните си функции. Освен това тези племена са били известни с канибализма си.

## Поминък
Населението на островите се занимава основно със селско стопанство и риболов. Слави се и с много качествените и издръжливи канута, които изработва от дъски и лико от местната палма рафия. Басесе са изкусни пастири със стари традиции в отглеждането на едър рогат добитък и притежават големи стада от тях. Заради количеството и качеството на животните, често са били нападани от други племена и по островите все още могат да се видят защитните изкопи и отбранителните насипи, които са правени за защита от тези нападения.
Земеделието е застъпено основно от отглеждането на сладки картофи, банани и маниока. Отглеждат се и кафеени дървета от вида Coffea canephora, зърната на които са известни като „робуста“ и представляват износна стока. На част от островите се забелязва недостиг на селскостопански терени. Всички свободни площи са превърнати в пасища и обработваема земя, организирана във ферми. Горите, с които са били покрити някои от островите, са напълно изсечени, а на други са запазени почти непокътнати. Поради липсата на дървен материал горивото на обезлесените острови е толкова дефицитно, че населението ползва за домакински нужди и стегнато навити туфи трева от вида Eragrostis blepharoglumis.

## Фауна
Богати са на разнообразен животински свят. Остров Нгамба е известен със стадата си от шимпанзета. Обитавани са още от крокодили, хипопотами, водни козли, маймуни колобуси, антилопата бушбок и рядката антилопа ситатунга, пригодена за живот в блатисти места и характерна за островите и крайбрежието на езерото Виктория. Птиците са представени от папагали, турако, мухоловки, птица носорог, китоглав щъркел, орли-рибари, няколко разновидности на гъски и чапли, тъкачи и кълвачи. Островите са известни с голямото си разнообразие от различни видове пеперуди.

## Суеверия и легенди
По островите се ширят много суеверия и легенди. Заради тях на остров Бувума е забранена доставката на овце или овчи продукти. Според поверието, ако човек внесе на него месо, кожа или мазнина от овца, това ще предизвика силна гръмотевична буря, а светкавиците ще убият виновника. На същия остров не се садят просо и сорго, защото легендите твърдят, че когато растенията узреят, ще се появят ята птици, които ще изкълват всичкото зърно в рамките на минути.